# Petar Lubina
Fra Petar Lubina (Runovići, 1951. – Split, 13. travnja 2022.), hrvatski franjevac, bogoslov, poznati mariolog iz Splita.

## Životopisi
Rodio se je u Runovićima 1951. godine. 
Za bogoslova se je školovao u Dubrovniku, Makarskoj i Jeruzalemu. Zaređen za svećenika 1977. godine u Jeruzalemu. 
Bio je urednik katoličkoga mjesečnika Marije od 1982. godine. Vjernicima je poznat po tekstovima s područja mariološke znanosti i marijanske pobožnosti.
Bio je članom je Hrvatskoga mariološkog instituta KBF-a Sveučilišta u Zagrebu od 1984. godine. Istom institutu postao je tajnikom 1996. godine. 
Međunarodna papinska marijanska akademija ga ima za dopisnog člana od 1985., a za redovnog od 2002. godine. 

## Djela
- Krunica naših dana
- Pomoćnici kršćana, zbirka marijanskih molitava, 2008.
- Stopama nazaretske Djevice
- Moja krunica
- Majci milosrđa, zbirka marijanskih molitava, 2006.
- Bogorodici Djevici, zbirka marijanskih molitava, 2005.
- Krunica - životna suputnica
- Blaženom će me zvati
- Marijanska Hrvatska (1995.).
- Po uzoru naše nade, zbirku marijanskih molitava, nastalih u razdoblju od II. vatikanskoga sabora do danas (1962. – 2009.), 2009.

## Vanjske poveznice
- Franjevačka provincija Presvetog Otkupitelja  Arhivirana inačica izvorne stranice od 24. ožujka 2013. (Wayback Machine) Bogorodici Djevici, zbirka marijanskih molitava, 2005.